# این جوانان ما
این جوانان ما (انگلیسی: This Is Our Youth) نمایش‌نامه‌ای اثر نمایش نامه نویس آمریکایی کنت لونرگان در سال ۱۹۹۶ است. 